# Dendrobium amabile
Dendrobium amabile är en orkidéart som först beskrevs av João de Loureiro, och fick sitt nu gällande namn av O'brien. Dendrobium amabile ingår i släktet Dendrobium, och familjen orkidéer.
Artens utbredningsområde är Vietnam. Inga underarter finns listade i Catalogue of Life.

## Bildgalleri

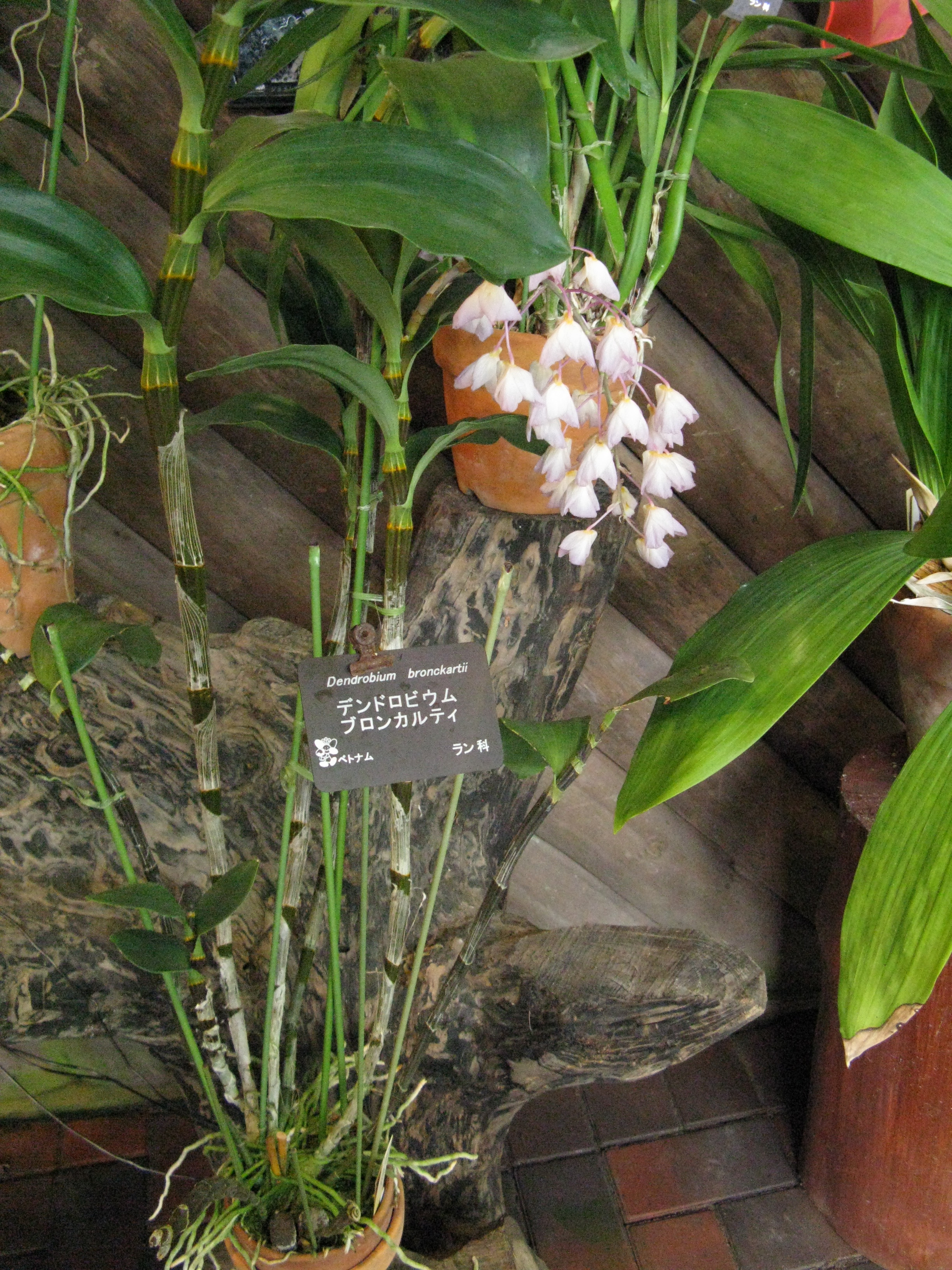
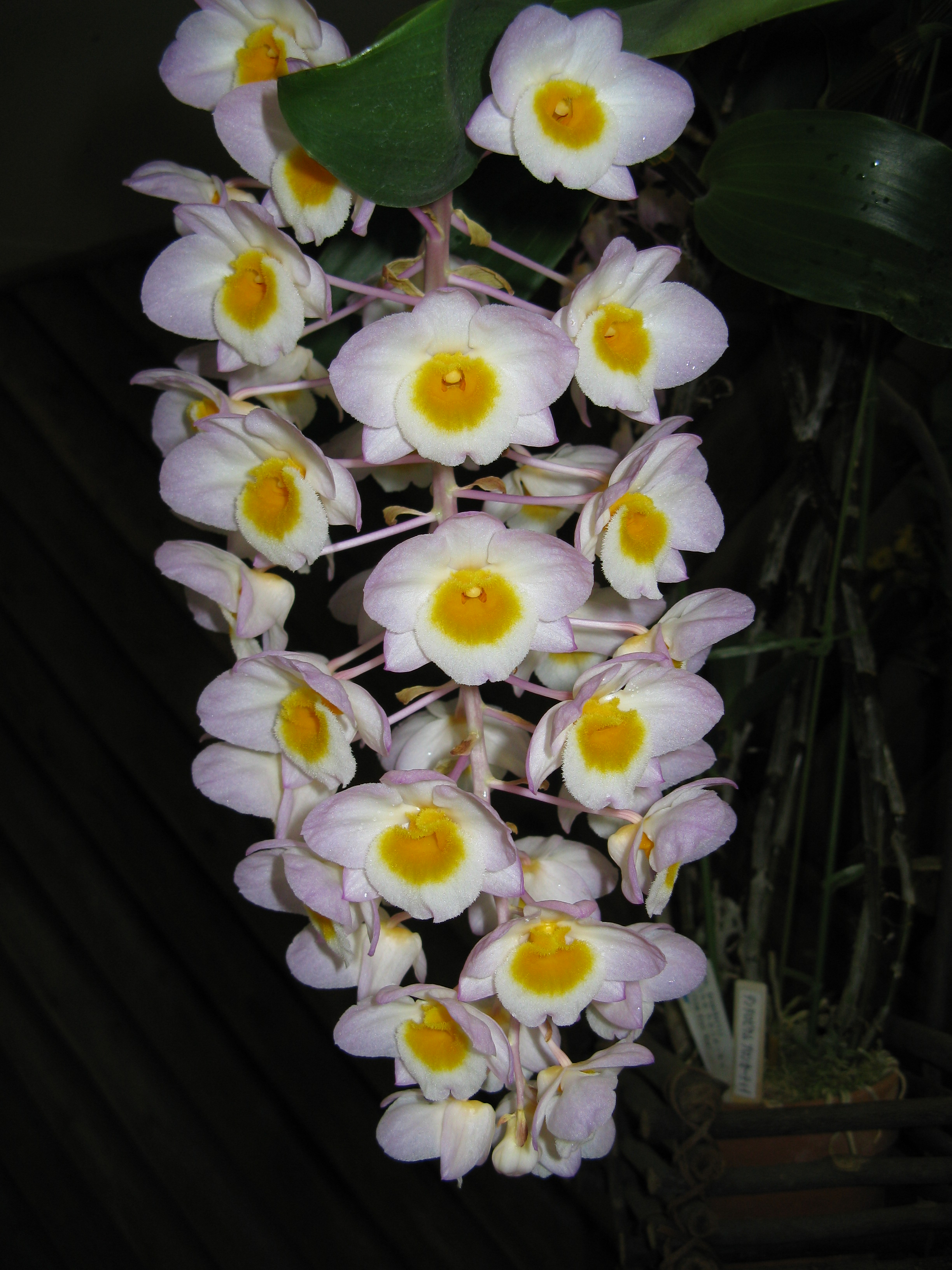
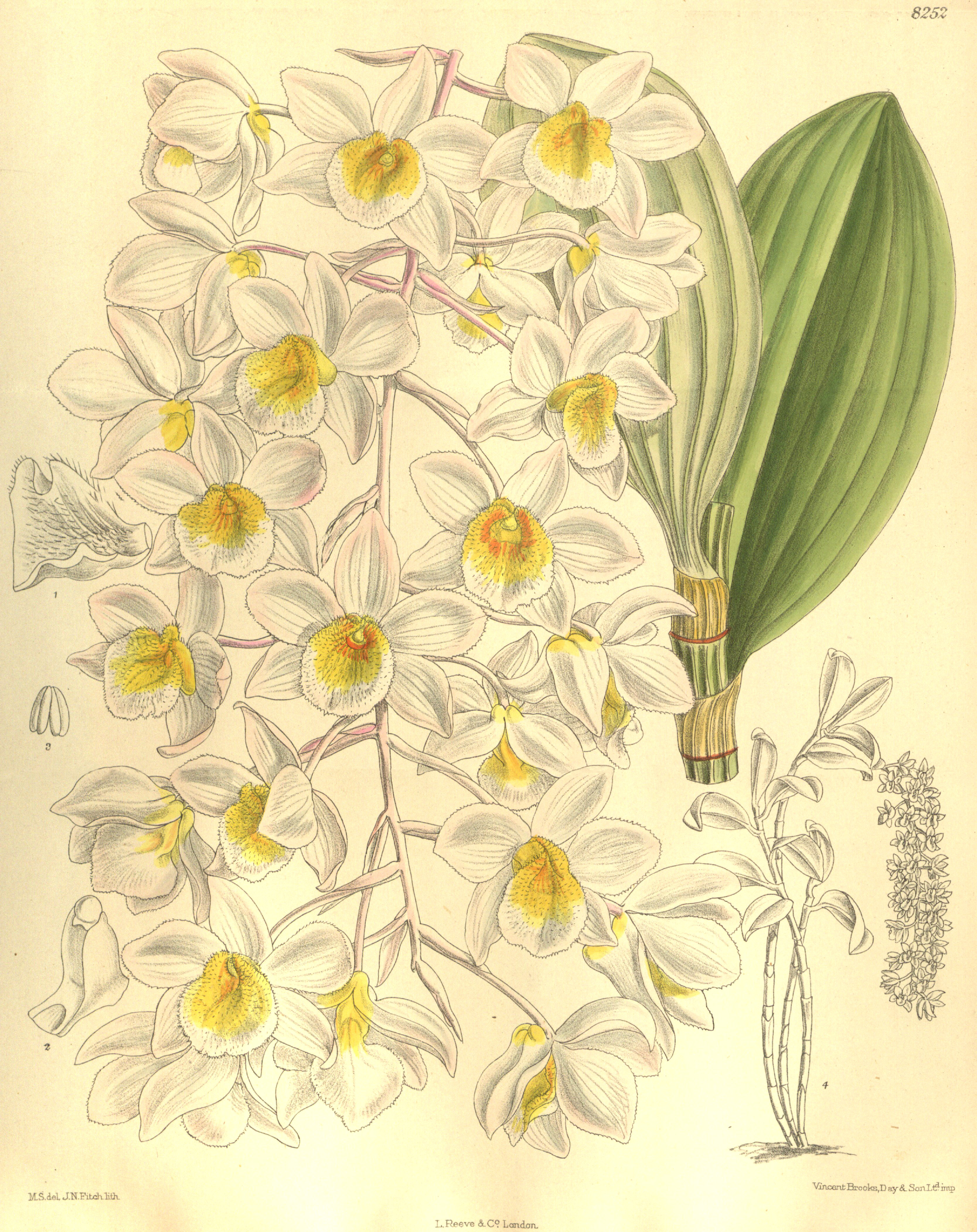